# آندره لوی
آندره لوی (هلندی: André Looij؛ زادهٔ ۲۵ مهٔ ۱۹۹۵) دوچرخه‌سوار اهل هلند است.
از باشگاه‌هایی که در آن رکاب زده‌است می‌توان به تیم دوچرخه‌سواری رومپوت–ندرلانسه لوتری و تیم دوچرخه‌سواری رابوبانک دولوپمنت اشاره کرد.